# B.P.V. VOL.2 (1999-2003)
『B.P.V. VOL.2 (1999-2003)』（ボニー・ピンク・ビデオ・ヴォリューム2）は、BONNIE PINKのビデオクリップ集である。2003年2月26日発売。発売元はワーナー・ヴィジョン・ジャパン。規格コードはWPB7-90013。

## 概要
ワーナーミュージック・ジャパン移籍後のマキシ・シングル「Daisy」から「Tonight, the Night」までのビデオクリップを収録。その他、ライブ映像4曲と特典映像が収録されている。
また、権利関係上ポニーキャニオンから発売されていた『B.P.V. VOL.1 (1995-1998)』と統一されたチャプター構成、デザインとなっている。

## 収録映像

### MUSIC CLIP映像
1. Daisy
（ディレクター：竹内鉄郎）
2. You Are Blue,So Am I
（ディレクター：森田空海）
3. 過去と現実
（ディレクター：森田空海）
4. Sleeping Child
（ディレクター：タナカノリユキ）
5. Take Me In
（ディレクター：薮内省吾）
6. Thinking Of You
（ディレクター：中井庸友）
7. 眠れない夜
（ディレクター：大喜多正毅）
8. Tonight, the Night
（ディレクター：夏目現）

## 特典映像
- ACOUSTIC LIVE
- “Just a Girl”TOUR
- Photo Gallery
- 『Tonight, the Night』ビデオクリップ・メイキング
- 『Daisy』レコーディング・オフショット
- SLIDE SHOW